# Az 1887–1892-es országgyűlés képviselőinek listája
A lista az 1887-ben összehívott magyar országgyűlés képviselőit tartalmazza.
| Név                                                                       | Vármegye, Város        | Kerület            | Párt                                 | Megjegyzés |
| ------------------------------------------------------------------------- | ---------------------- | ------------------ | ------------------------------------ | --- |
| Almásy Géza (1849–1909. március 21.)                                      | Heves                  | Kápolna            | Szabadelvű Párt                      | Jász-Nagykun-Szolnok vármegye főispánja (1892–1899), kamarás |
| Almássy Sándor (1827. március 27. – 1909. december 8.)                    | Heves                  | Füred              | Függetlenségi és Negyvennyolcas Párt | Az országgyűlésnek 1861-től tagja, pártjának egyik alapítója |
| Ambrózy Béla                                                              | Temes                  | Lippa              | Szabadelvű Párt                      | |
| Amon Ede (1851. március 31. – 1900. augusztus 1.)                         | Körmöcbánya            |                    | Szabadelvű Párt                      | 1884-től haláláig Körmöcbánya képviselője |
| Andaházy László (Lőcse, 1832. szeptember 1. – 1897. január 3.)            | Szepes                 | Késmárk            | Szabadelvű Párt                      | császári és királyi asztalnok, köz- és váltóügyvéd, az egyesült budapesti fővárosi takarékpénztár ügyésze, a budai evangélikus egyház főfelügyelője, Budapest törvényhatósági bizottságának tagja. |
| Andrássy Gyula                                                            | Csík                   | Csíkszentmárton    | Szabadelvű Párt                      | |
| Andrássy Manó                                                             | Gömör                  | Rozsnyó            | Szabadelvű Párt                      | |
| Andrássy Tivadar                                                          | Zemplén                | Terebes            | Szabadelvű Párt                      | |
| Antunovics József (1854–?)                                                | Szabadka               | II. kerület        | Szabadelvű Párt                      | újságíró, a szliácsi fürdő orvosa |
| Apáthy István                                                             | Zala                   | Letenye            | ?                                    | |
| Apponyi Albert                                                            | Jászberény             |                    | Nemzeti párt                         | |
| Arany László                                                              | Bihar                  | Szalonta           | ?                                    | |
| Asbóth János                                                              | Krassó-Szörény         | Szászka            | Szabadelvű Párt                      | |
| Ábrányi Kornél                                                            | Borsod                 | Dédesd             | ?                                    | |
| Ányos Tivadar (1835. július 31. – 1890. július 1.)                        | Veszprém               | Zirc               | Függetlenségi és Negyvennyolcas Párt | A szabadságharc elején 13 éves fiúként szolgált a honvédek között és részt vett több ütközetben. 1861-ben a zirci járás szolgabírája lett. Egy ízben vasra verette az osztrák adószedőket, így akadályozva meg az adó beszedését, a behajtott adót pedig visszaszolgáltatta. Ezért elfogták és Komáromba akarták szállítani, csak összeköttetéseinek köszönhette, hogy elkerülte a börtönt. 1884 óta volt kerületének képviselője. 1890-ben elhunyt, kerületében Kemény Pált választották meg utódaként. |
| Baich Milos                                                               | Temes                  | Moravica           | Szabadelvű Párt                      | Obrenovics Mihály unokája. 1884–1892 képviseli kerületét. Unokaöccseivel együtt bárói rangra emelték 1891-ben és bekerült a főrendiházba. |
| Balogh Géza                                                               | Zemplén                | Nagymihály         | Mérsékelt Ellenzék                   | Az országház jegyzője is 1887-es ciklus során |
| Baranyi Ödön                                                              | Bihar                  | Margita            | Szabadelvű Párt                      | |
| Baross Gábor                                                              | Győr                   |                    | Szabadelvű Párt                      | |
| Bartha Miklós                                                             | Udvarhely              | Oklánd             | Függetlenségi és Negyvennyolcas Párt | |
| Bausznern Guidó                                                           | Nagyküküllő            | Szentágota         | Szabadelvű Párt                      | |
| Bánffy Béla                                                               | Kolozs                 | Bánfihunyad        |                                      | |
| Bánffy György                                                             | Szilágy                | Szilágysomlyó      | Mérsékelt Ellenzék                   | |
| Bárczay Gyula (Tiszaroff, 1828. február 24. – Budapest, 1896. március 9.) | Jász-Nagykun-Szolnok   | Szolnok            | Szabadelvű Párt                      | |
| Bárczay Ödön                                                              | Abaúj-Torna            | Nagyida            | Szabadelvű Párt                      | |
| Beksics Gusztáv                                                           | Sepsiszentgyörgy       |                    | Szabadelvű Párt                      | |
| Beles János                                                               | Arad                   | Radna              | Szabadelvű Párt                      | |
| Benedek Elek                                                              | Háromszék              | Nagyajta           | Szabadelvű Párt                      | |
| Beniczky Árpád (1849. január 24. – 1918. április 26.)                     | Nógrád                 | Balassagyarmat     | Függetlenségi és Negyvennyolcas Párt | A Dunáninneni evangélikus egyházkerület felügyelője (1912–1918) |
| Beniczky Ferenc                                                           | Torontál               | Bánátkomlós        | Szabadelvű Párt                      | Ebben az időszakban kormánybiztos és az állami fenntartású színházak intendánsa, Pest-Pilis-Solt-Kiskun vármegye és Kecskemét város főispánja is volt |
| Benkő Sándor                                                              | Kézdivásárhely         |                    | Szabadelvű Párt                      | |
| Beőthy Algernon                                                           | Bihar                  | Ugra               | Függetlenségi és Negyvennyolcas Párt | |
| Beöthy Ákos                                                               | Veszprém               | Somlyóvásárhely    | Mérsékelt Ellenzék                   | |
| Berger Ignác (1834–1917)                                                  | Zala                   | Baksa              | Mérsékelt Ellenzék                   | 1866-tól szentgyörgyvölgyi plébános |
| Bernáth Dezső                                                             | Ung                    | Nagykapos          | Mérsékelt Ellenzék                   | |
| Berzeviczy Albert                                                         | Szepes                 | Lőcse              | Szabadelvű Párt                      | |
| Bethlen Ödön (1852. január 10. – 1927. december 9.)                       | Szolnok-Doboka         | Bethlen            | Szabadelvű Párt                      | Brassó vármegye főispánja 1882-től |
| Bezerédj Viktor                                                           | Veszprém               | Veszprém           | Szabadelvű Párt                      | |
| Boda Vilmos                                                               | Tolna                  | Szekszárd          | Függetlenségi és Negyvennyolcas Párt | |
| Boér Antal                                                                | Fogaras                | Fogaras            | Szabadelvű Párt                      | |
| Boér Béla                                                                 | Abrudbánya             |                    | Szabadelvű Párt                      | Bányatársasági igazgató |
| Bohus László (1839. május 2. – 1914. május 2.)                            | Arad                   | Világos            | Szabadelvű Párt                      | A világosi fegyverletétel megadási okmányát édesapja kastélyában írták alá. 1894-ben testvéreivel báróira rangra emelték, és a főrendi házba került |
| Bokros(s) Elek (1844–1893. október 1.)                                    | Szolnok-Doboka         | Nagyiklód          | Szabadelvű Párt                      | A képviselőház alelnöke 1890-től, 1881-ben rövid ideig Kolozsvár polgármestere. Sok éven át kezelte a Montbach Sándorné, Wesselényi Mária bárónő birtokait, aki jóval nála való működése után sikkasztás vádjával perelte be, melyet a kolozsvári törvényszék elvetett. Később újabb pert indítványozott, melyben Klebelsberg Zdenkó gróf is támogatta és indítványozta a Nemzeti Casinóból való kizárását Bokrosnak. 1893-ban új házát rendezte be, de amikor a pincébe eresztette le a hordókat, leesett és a hordó agyonnyomta. A rendőri jelentés balesetet állapított meg, de sokan nem zárták ki az öngyilkosság lehetőségét sem, abból kiindulva, hogy alaptan vádakkal mocskolták be jó hírét. |
| Bolgár Ferenc (1852–1923)                                                 | Sopron                 | Kismarton          | Mérsékelt Ellenzék                   | főispán, honvédelmi államtitkár, a rövid életű Rend Párt alapítója. |
| Boncza Miklós                                                             | Marosvásárhely         | II. kerület        | Szabadelvű Párt                      | |
| Bornemisza Ádám                                                           | Sáros                  | Bártfa             | Szabadelvű Párt                      | |
| Bornemis(s)za István (1837. február 13. – 1906. november 2.)              | Gömör-Kishont          | Rimaszécs          | Függetlenségi és Negyvennyolcas Párt | 1884-től haláláig kerületének képviselője |
| Bornemisza Károly (1940–1911)                                             | Szolnok-Doboka         | Magyarlápos        | Szabadelvű Párt                      | Szolnok-Doboka vármegye főispánja 1890–1911, a főrendiház tagja |
| Boros Bálint (1819. december 5. – 1896. november 25.)                     | Szatmárnémeti          |                    | Szabadelvű Párt                      | Szatmárnémeti polgármestere, később 1860-as években, majd 1875-től országgyűlési képviselő 1892-es nyugalomba vonulásáig, amikor is a Vaskorona-rend harmadosztályú kitüntetését kapta. A szatmári református egyház főgondnoka. |
| Boros Béni                                                                | Arad                   | Borosjenő          | Szabadelvű Párt                      | |
| Bossányi László (1823. október 25. – 1899. április 23.)                   | Pes-Pilis-Solt-Kiskun  | Gödöllő            | Szabadelvű Párt                      | 1848-as honvéd, Újházy László kormánybiztos mellett. 1849-ben nyolc év várfogságra ítélték Theresienstadtban. Ott ismerkedett meg Károlyi Lászlóval. 1850-ben amnesztiát nyertek és a gróf felajánlotta Bossányinak, hogy legyen birtokainak igazgatója, amit Ő el is fogadott. A gróf 1881-ben bekövetkezett halála után lett a gödöllői kerület képviselője 1892-ig. A harmad osztályú Vaskorona-rend kitüntetettje. A Pesti Hazai Első Takarékpénztár Egyesület igazgató tanácsi tagja és a Budapesti Közúti Vaspályatársaság Rt. igazgatósági tagja |
| Bujanovics Sándor (1837. november 2. – 1918. február 16.)                 | Sáros                  | Eperjes            | Mérsékelt Ellenzék                   | Bujanovics Sándor fia, 1861–1881, illetve 1887-től kerületének képviselője. 1868–1871 között az Országház jegyzője. 1881–1887 között Károlyi Alajos birtokainak igazgatója. Az Országos Magyar Gazdasági Egylet elnöke, a főrendiház tagja. Fia Bujanovics Gyula sárosi főispán volt. |
| Búsbach Péter                                                             | Budapest               | VI. kerület        | Szabadelvű Párt                      | |
| Chorin Ferenc                                                             | Szatmár                | Aranyosmeggyes     | Szabadelvű Párt                      | |
| Csatár Zsigmond (1836. május 5. – 1893. szeptember 19.)                   | Gyula                  |                    | Országos Antiszemita Párt            | 1875-ben és 1878-ban a csongrádi kerület képviselője volt Függetlenségi párti programmal. 1884-ben újból megválasztották, de az eredményeket megsemmisítették. |
| Csáky László                                                              | Trencsény              | Varin              | ?                                    | |
| Csávolszky Lajos                                                          | Heves                  | Poroszló           | Mérsékelt Ellenzék                   | |
| Csávosy Béla (1848. szeptember 12. – 1915. április 3.)                    | Torontál               | Párdány            | Szabadelvű Párt                      | 1875-től kerületének képviselője. Udvari tanácsos. 1904-ben bárói rangot kapott és a főrendiházba került |
| Csernátony Lajos                                                          | Fiume                  |                    | Szabadelvű Párt                      | |
| Czirer Ákos 1851. október 2. – 1892. május 31.)                           | Baranya                | Sásd               | Függetlenségi és Negyvennyolcas Párt | Részt vett Bosznia és Hercegovina okkupációjában mint az 52. gyalogezred tartalékos hadnagya és egy ideig úgy tudták, hogy a lázadók áldozatává esett. 1881–1884 között Pécs képviselője, az 1884-es választásokon elbukott. Az országgyűlésben főleg katonai témákhoz szólt hozzá. Írásban megjelent műve A hadsereg kérdése és pénzügyeink (Budapest, 1887) |
| Darányi Ignác                                                             | Budapest               | II. kerület        | Szabadelvű Párt                      | |
| Darvas Ferenc (1842. szeptember 17. – 1915. január 30.)                   | Abaúj-Torna            | Szepsi             | Szabadelvű Párt                      | főszolgabíró, 1910-tól Munkapárti programmal lett újra képviselő |
| Dániel Ernő                                                               | Torontál               | Pancsova           | Szabadelvű Párt                      | |
| Dániel Gábor                                                              | Székelyudvarhely       |                    | Szabadelvű Párt                      | ügyvéd, 1878-tól az oklándi kerület képviselője, 1887-től Székelyudvarhely képviselője lett. |
| Dániel Márton (1836–1904. április 17.)                                    | Erzsébetváros          |                    | ?                                    | Kis és Nagyküküllő vármegyék tanfelügyelője, 1869-től négyéves megszakítással képviselő, a baláni rézbányatársulat vezérigazgatója. |
| Dániel Pál (1822. szeptember 13.- 1895. május 10.)                        | Torontál               | Zichyfalva         | Szabadelvű Párt                      | 1848-ban Zichyfalva követe, majd 1861-től haláláig képviselője. Az 1848-as eseményekben való részvétele miatt börtönre ítélték, 1850-ben kegyelemmel szabadult. 1887-től a Szabadelvű Párt alelnöke. |
| Dárday Sándor                                                             | Alsófehér              | Nagyenyed          | Szabadelvű Párt                      | |
| Demkó Pál (1835. április 15.–1904. február 1.)                            | Nagybecskerek          |                    | Szabadelvű Párt                      | ügyvéd, 1884-től 1901-ig kerületének képviselője, majd rövid ideig törvényszéki bíró. |
| Dessewffy Aurél                                                           | Pozsony                | Szentjános         | Mérsékelt Ellenzék                   | |
| Detrich Péter (1836. március 22. – 1896. augusztus 31.)                   | Bars                   | Aranyosmarót       | Pártonkívüli                         | |
| Dégen Gusztáv                                                             | Sopron                 | Nagymarton         | Szabadelvű Párt                      | |
| Dégenfeld-Schonburg Lajos (1843–1922)                                     | Debrecen               | II. kerület        |                                      | 1872-től képviselő, 1887–1895 között Nógrád vármegye főispánja, a főrendiház tagja, 1904-től titkos tanácsos |
| Dimitrievics Milos (Miloš Dimitrijević) (1824–1896. március 3.)           | Bács-Bodrog            | Titel              | Szabadelvű Párt                      | királyi tanácsos, a Matica srpska elnöke, 1865–1888-ig országgyűlési képviselő, 1849–1865 között Bács vármegye szolgabírája, 1869-től 1875-ig tanfelügyelője. |
| Dobay Antal                                                               | Szilágy                | Diósad             | Függetlenségi és Negyvennyolcas Párt | 1872–1875 Zsibó képviselője |
| Domahidy István                                                           | Szatmár                | Csenger            | Szabadelvű Párt                      | 1872-1878 között a nagykárolyi kerület képviselője |
| Dörr Soma                                                                 | Szeben                 | Újegyház           | Szabadelvű Párt                      | Az 1898. évi IV. törvénycikk – A község- és egyéb helynevekről szóló vita során kilépett a pártból |
| Eitner Sándor (1835. június 11. – 1905. november 8.)                      | Zala                   | Szentgrót          | Szabadelvű Párt                      | bőrgyáros, sümegi tímárüzemében dolgozó asszonyok gyermekei számára megőrzést, ellátást biztosított. (ezt tekintik a város első óvodája elődjének). Képviselőként közreműködött a Boba-Jánosháza-Sümeg vasútvonal megépítésében. Eitner Zsigmond édesapja. |
| Emich Gusztáv                                                             | Hunyad                 | Szászváros         | ?                                    | |
| Eötvös Károly                                                             | Nagykőrös              |                    | Függetlenségi és Negyvennyolcas Párt | |
| Ercsey Géza                                                               | Bihar                  | Bihar              | Szabadelvű Párt                      | |
| Esterházy Kálmán                                                          | Kolozs                 | Gyalu              | Szabadelvű Párt                      | |
| Éles Henrik                                                               | Jász-Nagykun-Szolnok   | Jákóhalma          | Szabadelvű Párt                      | |
| Fabiny Teofil                                                             | Sopron                 |                    | ?                                    | |
| Fackh Károly                                                              | Zala                   | Alsólendva         | Szabadelvű Párt                      | |
| Falk Miksa                                                                | Arad                   |                    | Szabadelvű Párt                      | |
| Farkas Balázs                                                             | Szabolcs               | Kisvárda           | Függetlenségi és Negyvennyolcas Párt | |
| Farkas Imre                                                               | Halas                  |                    | Függetlenségi és Negyvennyolcas Párt | |
| Fáy László (1842. március 1. – 1910. július 29.)                          | Gömör-Kishont          | Rimaszombat        | Szabadelvű Párt                      | |
| Fejérváry Géza                                                            | Budapest               | I. kerület         | ?                                    | |
| Fenyvessy Ferenc                                                          | Veszprém               | Ugod               | Mérsékelt Ellenzék                   | |
| Fernbach Antal (1860. február 20. – 1902. január 17.)                     | Bács-Bodrog            | Apatin             | Szabadelvű Párt                      | |
| Fest Lajos (1842. október 16. – 1909. április 8.)                         | Sáros                  | Zboró              | Szabadelvű Párt                      | |
| Feszty Adolf                                                              | Komárom                | Tata               | Szabadelvű Párt                      | |
| Filtsch József Vilmos (1844–1895)                                         | Brassó                 | Vidombák           | szász-néppárt                        | A Kronstädter Zeitung című lap szerkesztője. Imrich János lemondása után, 1888. július 12-én választották meg |
| Firczák Gyula (1836–1912)                                                 | Ung                    | Nagyberezna        | Szabadelvű Párt                      | munkácsi görögkatolikus püspök 1891-től, helyét ekkor Sztáray István vette át |
| Fluger Károly (1833–1903)                                                 | Beszterce-Naszód       | Beszterce          |                                      | Először 1869-ben lett képviselő, Deák-pártiként Beszterce és vidékét képviselte, majd 1884-től |
| Fornszek Sándor (1819/1820–1898. május 17.)                               | Somogy                 | Szigetvár          | Függetlenségi és Negyvennyolcas Párt | 1848-as huszár ezredes. Részt vett a nagysallói ütközetben. A világosi fegyverletétel után 15 évi várfogságra ítélték, melyből nyolcat töltött le, Josefstadban és Kufsteinben. Szabadulása után gazdálkodott, majd 1875–1896 között Szigetvár országgyűlési képviselője volt. |
| Földváry Elemér (1862. május 25. – 1936. március 1.                       | Győr                   | Győrsziget         | Szabadelvű Párt                      | mezőgazdász, országgyűlési képviselő, johannita rendi lovag. Édesapja, Földváry Miklós (1831–1885) győrsziget kerületnek korábban háromszor volt képviselője. Testvére Földváry Tibor (1863–1912) műkorcsolyázó volt, aki 1895-ben megnyerte az első Magyarországon rendezett Európa-bajnokságot |
| Földváry Gábor (1821–1888. december 24.)                                  | Pes-Pilis-Solt-Kiskun  | Pécel              | Szabadelvű Párt                      | Édesapja Földváry Gábor. 1867-ben alispánná választották, a péceli kerületet 1878-tól képviselte. A porosz királyi Johannita-rend keresztjének birtokosa |
| Földváry Miklós (1859–1921)                                               | Pes-Pilis-Solt-Kiskun  | Ráckeve            | Szabadelvű Párt                      | kamarás |
| Frölich Gusztáv (1837–1891. január 20.)                                   | Temes                  | Újarad             | Szabadelvű Párt                      | 1872-től képviselő először a Déák-Párt soraiban, majd ennek utódpártjában. 1878-ban a Bosznia és Hercegovina okkupációja elleni táborba tömörült és kilépett a pártból, melyhez pár évvel később visszatért. 1881-ben ő alapította az Északmagyarországi Egyesített Kőszénbánya és Iparvállalat részvénytársaságot, amelynek elnöki tisztét is betöltötte. 54 évesen gégerák végzett vele. Veje Ybl Félix, Ybl Miklós fia volt. |
| Gajári Ödön                                                               | pes-Pilis-Solt-Kiskun  | Dunapataj          | Országos Antiszemita Párt            | |
| Gaál Jenő                                                                 | Arad                   | Pécska             | Mérsékelt Ellenzék                   | |
| Gál Jenő (1847. december 2. – ?)                                          | Torda-Aranyos          | Felvinc            | Szabadelvű Párt                      | 1878-tól képviselője kerületének. |
| Gergelyi Tivadar                                                          | Szepes                 | Lubló              | Szabadelvű Párt                      | |
| Goda Béla (1846. április 17. – 1924. december 16.)                        | Győr                   | Tét                | Mérsékelt Ellenzék                   | 1910-től 1912-es nyugalomba vonulásáig Győr vármegye és Győr város főispánja. 1872-ben az ellenzék visszavonulása után közfelkiáltással választották meg. Ezután 1884-ben és 1887-ben is a téti kerület képviselője, először Deák-párti, majd miután a Felirati és Balközép párt fuzionált a Sennyey Pál alapította Nemzeti Párthoz csatlakozott. 1887-ben 196 szavazattal előzte meg a Függetlenségi Hentaller Lajost. A III. osztályú Vaskorona-rend (1897) és a Francia Becsületrend tiszti keresztjének (1898) birtokosa. |
| Gosztonyi Sándor (1826–1903. április 13.)                                 | Hódmezővásárhely       |                    | Függetlenségi és Negyvennyolcas Párt | 1884–1892 között képviselő |
| Görgey Béla (1851. június 9. – 1901. február 6.)                          | Sáros                  | Girált             | Pártonkívüli                         | Közjegyző, girált képviselője az 1887-es és 1892-es országgyűlésen, később Szabadelvű Párti |
| Grecsák Károly                                                            | Versec                 |                    | Mérsékelt Ellenzék                   | |
| Gromon Dezső                                                              | Bács-Bodrog            | Tovarisova         |                                      | |
| Grünwald Béla                                                             | Zólyom                 | Szliács            | Szabadelvű Párt                      | |
| Gulácsy Dezső (1839–1915. szeptember 23.)                                 | Bereg                  | Felvidéki          | Szabadelvű Párt                      | |
| Gulácsy Gyula                                                             | Pes-Pilis-Solt-Kiskun  | Dunavecse          | Függetlenségi és Negyvennyolcas Párt | |
| Gull József (1820. december 5. – 1899. június 23.)                        | Szeben                 | Kereszténysziget   | szász-néppárt                        | 1866–1881 között Segesvár polgármestere |
| Gulner Gyula (1842–1909)                                                  | Pest-Pilis-Solt-Kiskun | Monor              | Függetlenségi és Negyvennyolcas Párt | 1906-től haláláig Pest-Pilis-Solt-Kiskun vármegye és Kecskemét főispánja |
| Gutenau Károly (1836–1907)                                                | Nagyküküllő            | Kőhalom            | Szabadelvű Párt                      | |
| György Endre                                                              | Bereg                  | Munkács            |                                      | |
| Győrffy Gyula (1858–1920)                                                 | Csík                   | Karcfalva          | Függetlenségi és Negyvennyolcas Párt | |
| Győry Elek                                                                | Komárom                |                    | Függetlenségi és Negyvennyolcas Párt | a Budapesti Ügyvédi Kamara elnöke |
| Hagara Viktor                                                             | Ugocsa                 | Nagyszölős         | Szabadelvű Párt                      | 1897-től Bereg vármegye főispánja |
| Halassy Gyula (1833. január 2. – 1898. december 13.)                      | Besztercebánya         |                    | Szabadelvű Párt                      | főszolgabíró Zólyom vármegyében, 1869-től haláláig képviselő. Szélütés érte, félve felgyógyulása elmaradásától fegyverrel vetett véget életének. Utódja Schmidt József lett. |
| Haller Jenő (1843. október 3. – 1898. március 16.)                        | Kis-Küküllő            | Dicsőszentmárton   |                                      | valóságos belső titkos tanácsos, a főrendiház tagja |
| Hannibal József                                                           | Sopron                 | Nagybarom          | Szabadelvű Párt                      | |
| Hanzély László (1827. október 15. – 1890. február 9.)                     | Nógrád                 | Szirák             | Szabadelvű Párt                      | 1881-ben királyi tanácsosi címet nyert. Első parlamenti ciklusa alatt tüdőgyulladás végzett vele. |
| Harkányi Frigyes                                                          | Krassó-Szörény         | Facset             | Szabadelvű Párt                      | közgazdász, 1870-97 között Szabadelvű, majd Munkapárti. 1895-ben bárói rangra emelték és a főrendi házba került. |
| Harsányi József (1844–1902. szeptember 19.)                               | Abaúj-Torna            | Görgő              | Szabadelvű Párt                      | miniszteri tanácsos |
| Haviár Dániel                                                             | Szarvas                |                    | Függetlenségi és Negyvennyolcas Párt | |
| Hámos László (1847–1914)                                                  | Gömör-Kishont          | Jolsva             | Szabadelvű Párt                      | Gömör és Kishont vármegye főispánja 1892-től |
| Hegedüs Sándor                                                            | Kolozsvár              | I. kerület         |                                      | |
| Helfy Ignác                                                               | Csongrád               | Szegvár            |                                      | |
| Hertelendy Béla 1843. május 4. – 1911. március 27.)                       | Zala                   | Nagykanizsa        | Szabadelvű Párt                      | A Zalamegyei Gazdasági Takarékpénztárnak alapítója és elnöke |
| Hevessy Benedek (1826–1912. április 27.)                                  | Gömör-Kishont          | Putnok             | Függetlenségi és Negyvennyolcas Párt | A szabadságharcban nemzetőrként vett részt. 1878-ban lett először Putnok képviselője. 1881-ben nem jutott be a parlamentbe, 1884-től újra ő képviseli kerületét. A Gömör vármegyei Függetlenségi Párt elnöke. |
| Hieronymi Károly                                                          | Torontál               | Zsombolya          |                                      | |
| Hock János                                                                | Somogy                 | Szil               | Szabadelvű Párt                      | |
| Hodossy Imre (1840–1909)                                                  | Sáros                  | Kisszeben          | Mérsékelt Ellenzék                   | Funták Sándor utóda budapesti ügyvédi kamara elnökeként (1878–1893), 1869–1906 között volt képviselő |
| Hoitsy Pál                                                                | Békés                  | Gyoma              | Függetlenségi és Negyvennyolcas Párt | |
| Hollaky Imre                                                              | Hunyad                 | Kőrösbánya         | Mérsékelt Ellenzék                   | 1902-ben Szabadelvű programmal került be a parlamentbe |
| Holló Lajos                                                               | Kiskunfélegyháza       |                    | Függetlenségi és Negyvennyolcas Párt | |
| Horánszky Nándor                                                          | Esztergom              |                    | Mérsékelt Ellenzék                   | |
| Horváth Ádám                                                              | Kecskemét              | II. kerület        | Függetlenségi és Negyvennyolcas Párt | |
| Horváth Béla                                                              | Hont                   | Ipolyság           | Szabadelvű Párt                      | |
| Horvát Boldizsár                                                          | Temesvár               |                    |                                      | |
| Horváth Gyula                                                             | Kis-Küküllő            | Balavásár          | Szabadelvű Párt                      | |
| Horváth Lajos                                                             | Miskolc                | II. kerület        | Mérsékelt Ellenzék                   | politikus, jogász, a főrendiház tagja. Miskolc díszpolgára. |
| Horváth-Tholdy Lajos (1834. január 20. – 1899. július 6.)                 | Szeben                 | Szászváros         | Szabadelvű Párt                      | Katonatiszt, századosi ranggal szolgált a Szárd–francia–osztrák háborúban. 1883–1899 között képviselő. Császári és királyi kamarás, a hadi érem tulajdonosa és a Szent István-rend középkeresztese. 1883-ban nyert magyar grófi rangot. |
| Huszár István (1826. szeptember 4. – 1889. november 23.)                  | Nógrád                 | Nógrád             | Pártonkívüli                         | 1889-ben szélhűdés okozta halála miatt időközi választásokat írtak ki kerületében, ahol a Mérsékelt Ellenzék színeiben indult Andreánszky Gábor kapta a legtöbb szavazatot |
| Huszár Károly(1829. március 15. – 1895. augusztus 30.)                    | Torda-Aranyos          | Torockó            | Szabadelvű Párt                      | 1867-ben a szászrégeni, 1884–1892 között a ludasi, 1892-től Szék város képviselője. Valóságos belső titkos tanácsos. |
| Illyés Bálint                                                             | Bihar                  | Báránd             | Függetlenségi és Negyvennyolcas Párt | |
| Irányi Dániel                                                             | Békés                  |                    | Függetlenségi és Negyvennyolcas Párt | |
| Isáak Dezső (1836–1904)                                                   | Szatmár                | Fehérgyarmat       | Függetlenségi és Negyvennyolcas Párt | |
| Istóczy Győző                                                             | Vas                    | Rum                | Országos Antiszemita Párt            | |
| Ivády Béla (1838. március 2. – 1920.szeptember 2.)                        | Heves                  | Pétervásár         | Mérsékelt Ellenzék                   | Erzsébetváros díszpolgára |
| Ivánka Imre                                                               | Szabadka               | I. kerület         | Függetlenségi és Negyvennyolcas Párt | |
| Ivánka László (1854–1934)                                                 | Torontál               | Lovrin             | Mérsékelt Ellenzék                   | A főrendiház örökös tagja |
| Ivánkovics János                                                          | Szeged                 | II. kerület        | Szabadelvű Párt                      | A Rozsnyói egyházmegye püspöke |
| Izákovits Milán (1844-?)                                                  | Torontál               | Uzdin              | Szabadelvű Párt                      | |
| Jakabffy István (1847–1909)                                               | Hont                   | Szalka             | Mérsékelt Ellenzék                   | |
| Janicsáry Sándor (1821–1904)                                              | Temes                  | Rékás              | Szabadelvű Párt                      | |
| Jellinek Arthur                                                           | Beszterce-Naszód       | Naszód             | Szabadelvű Párt                      | |
| Jeszenszky Ferenc                                                         | Baranya                | Szentlőrinc        | Függetlenségi és Negyvennyolcas Párt | |
| Jeszenszky Sándor                                                         | Tolna                  | Pincehely          | Függetlenségi és Negyvennyolcas Párt | |
| Jókai Mór                                                                 | Kassa                  |                    | Szabadelvű Párt                      | |
| K.Jónás Ödön                                                              | Máramaros              | Vissó              | Szabadelvű Párt                      | mérnök, műegyetemi tanár |
| Justh György (1856–1923)                                                  | Túróc                  | Stubnya            | Szabadelvű Párt                      | Amikor Justh Györgyöt (1818–1909) 1882-ben Túróc vármegye főispánjává nevezték ki (mely tisztet 1886-ig töltött be), képviselői helyét a stubnyai kerületben az azonos nevű Justh György vette át. |
| Justh Gyula                                                               | Makó                   |                    | Függetlenségi és Negyvennyolcas Párt | |
| Kaas Ivor                                                                 | Budapest               | IV. kerület        | Mérsékelt Ellenzék                   | |
| Kaiser János                                                              | Brassó                 | II. kerület        | szász-néppárt                        | Szászrégen polgármestere (1872-1878), 1878-tól a nagydisznói, 1811, 1884-ben a hermányi kerület képviselője. |
| Kajuch József (1829. január 17. – 1911. december 5.)                      | Liptó                  | Rózshegy           | Szabadelvű Párt                      | Fiatalabb éveiben szépirodalommal foglalkozott; lengyel népdalok fordításait és eredeti költeményeit a Délibáb és Szépirodalmi Közlöny közölte. Későbbi éveiben a kalocsai érseki uradalom igazgatója volt |
| Kammerer Ernő                                                             | Tolna                  | Szakcs             | Szabadelvű Párt                      | A Szépművészeti Múzeum (Budapest) első főigazgatója |
| Kapisztory Ferenc (1818. január 30. – 1900. szeptember 12.)               | Nyitra                 | Ersekújvár         | Szabadelvű Párt                      | 1853-54-ben Érsekújvár polgármestere, 1861-ben újra felkínálták neki ugyanezt a tisztet de nem fogadta el. Királyi tanácsos, 1896-ban ő alapította az Érsekújvári Kórházat. |
| Kazy János                                                                | Bars                   | Újbánya            | Szabadelvű Párt                      | |
| Kállay Zoltán (1856. augusztus 2. – 1914. július 20.)                     | Szabolcs               | Nagykálló          | Szabadelvű Párt                      | Heves vármegye főispánja 1890–1906, majd 1910-től |
| Károlyi Gábor                                                             | Székesfehérvár         |                    | Függetlenségi és Negyvennyolcas Párt | |
| Károlyi István                                                            | Szatmár                | Nagykároly         | Pártonkívüli                         | |
| Károlyi László (1859–1936)                                                | Abaúj-Torna            | Garbócbogdány      | Mérsékelt Ellenzék                   | A főrendiház tagja, 1901-től felhagyott az aktív politikai élettel |
| Károlyi Sándor                                                            | Sopron                 | Eszterháza         | Mérsékelt Ellenzék                   | |
| Kästner Henrik (1821–1894)                                                | Nagyszeben             | II. kerület        | szász-néppárt                        | |
| Kemény Endre                                                              | Alsófehér              | Marosújvár         |                                      | |
| Kemény Géza (1835–1911)                                                   | Alsófehér              | Magyarigen         | Szabadelvű Párt                      | Tevékenyen részt vett a marosvásárhelyi bank alapításában. |
| Kemény János                                                              | Kolozs                 | Teke               | Szabadelvű Párt                      | Kemény Zsigmond író öccse |
| Kende Mihály (1848/49–?)                                                  | Ung                    | Ungvár             | Szabadelvű Párt                      | mérnök |
| Kégl György                                                               | Fehér                  | Csákvár            | Szabadelvű Párt                      | |
| Királyi Pál                                                               | Zala                   | Csáktornya         | Mérsékelt Ellenzék                   | |
| Kiss Albert (1838–1908. augusztus 30.)                                    | Bihar                  | Székelyhíd         | Függetlenségi és Negyvennyolcas Párt | Előbb bagaméri, majd debreceni református lelkész. |
| Kiss Pál (1856. november 13. – 1928. április 27.)                         | Zólyom                 | Zólyom             | Szabadelvű Párt                      | Kiss Miklós fia, 1895-ben Zólyom vármegye főispánja. 1896. november 29-én földművelési államtitkárrá nevezték ki, mely tisztet 1903-ig töltötte be. 1901-ben a Francia Köztársaság Becsületrendje parancsnoki fokozatával tüntették ki. |
| Kiszely Lehel (1855–1889. április 23.)                                    | Trencsén               | Csaca              | Szabadelvű Párt                      | rózsahegyi járásbíró |
| Koczkár Zsigmond (1848-?)                                                 | Zombor                 |                    | Szabadelvű Párt                      | zombori közjegyző, 1898-ban királyi tanácsos címet kapott |
| Komjáthy Béla (1847–1916)                                                 | Pes-Pilis-Solt-Kiskun  | Cegléd             | Függetlenségi és Negyvennyolcas Párt | 1875–1906 között képviselő |
| Komlóssy Ferenc                                                           | Pozsony                | Szempc             | Országos Antiszemita Párt            | |
| Konkoly-Thege József (1840–1903. január 16.                               | Pes-Pilis-Solt-Kiskun  | Alsódabas          | Függetlenségi és Negyvennyolcas Párt | Pest vármegye főszolgabírája |
| Konkoly-Thege Sándor (1852–1937. december 24.)                            | Bars                   | Léva               | Szabadelvű Párt                      | |
| Konstantiny György (1822. december 2. – 1903. november 23.)               | Arad                   | Jószáshely         | Szabadelvű Párt                      | 1878–1884 között majd 1884-től 1892-ig kerületének képviselője. |
| Kopácsy Árpád (1854–?)                                                    | Veszprém               | Nagyvázsony        | Szabadelvű Párt                      | |
| Kossa Dezső (1852-?)                                                      | Baranya                | Siklós             | Függetlenségi és Negyvennyolcas Párt | |
| Kovács Albert (1838–1904)                                                 | Torda-Aranyos          | Marosvásárhely     | Mérsékelt Ellenzék                   | református teológiai tanár, egyházjogász, 1881–1896 között képviselő. Pártjának alelnöke. |
| Kovách László (1827–1889)                                                 | Gyöngyös               |                    | Szabadelvű Párt                      | |
| Kőrösi Sándor (1824. december 19. – 1895. május 20.)                      | Debrecen               | III. kerület       | Szabadelvű Párt                      | A szabadságharcban való részvételéért kötél általi halálra ítélték, melyet később hat év fogságra változtattak. Ebből 5 évet a josephstadti bürtünben töltött le. 1861-ben a Schmerling provizórium miatt lemondott az évi a Komáromi főjegyzői kinevezéséről és 1864-ig ügyvédkedett. 1864-től a Pápai Református főiskola jogtanára lett, majd 1875-től Debrecenben tanított. 1881-től képviselte választókerületét. Tanári állásáról 1887-ben lemondott. |
| Krajtsik Ferenc (1838-?)                                                  | Nyitra                 | Privigye           | Szabadelvű Párt                      | Fiatalabb korában irodalommal is foglalkozott, elbeszéléseket írt és fordított Karajtsi álnévvel. |
| Králicz Béla (1827. március 18. – 1903. oktober 11.)                      | Temes                  | Orczyfalva         | Szabadelvű Párt                      | pénzügyminisztériumi osztálytanácsos miniszteri tanácsos, a Lipót-rend lovagkereszjének tulajdonosa. |
| Krausz Lajos (1844. szeptember 11. – 1905. április 13.)                   | Pozsony                | Dunaszerdahely     | Szabadelvű Párt                      | Krausz Mayer fia, szeszgyáros. Édesapjával együtt 1882. szeptember 3-án nemességet nyertek, Megyeri előnévvel. Az Országos Iparegyesület szakosztályi elnöke és igazgatósági tagja. A Kereskedelmi és Iparkamarának levelező tagja, valamint a Pesti Lloyd Társaság és a Magyar Kereskedelmi Csarnok vezetői közé tartozott. Képviselőként először a szentendrei, majd a dunaszerdahelyi (1884–1887), végül a bodajki (1892–1896) kerületet képviselte. |
| Kricsfalusy Vilmos (1845. február 8. – 1894. december 3.)                 | Máramaros              | Huszt              | Szabadelvű Párt                      | 1884–1890 között kerületének képviselője, 1890-ben miniszter tanácsosi kinevezést kapott, Baross Gábor halála után visszavonult a politikától. Az ügyvédi kamara elnöke. 1871–72-ben a Szigligeti Közlöny szerkesztője, Máramarosi Lapok írója. |
| Kubinyi Árpád (1836–?)                                                    | Árva                   | Alsókubin          | Szabadelvű Párt                      | |
| Kubinyi György (1838. január 21. – 1902. november 7.)                     | Trencsén               | Illava             | Szabadelvű Párt                      | 1887-től haláláig képviselő |
| Kudlik János                                                              | Pozsony                | Somorja            | Országos Antiszemita Párt            | |
| Kudlovich Imre (1827–1897. június 23.)                                    | Borsod                 | Mezőkövesd         | Szabadelvű Párt                      | 1853–1860 között Mezőkövesd polgármestere. 1867-71-ig az egri járás szolgabírája, majd mezőkövesdi járásbíró. 1881-ben a Ferenc József-rend lovagkeresztjével tüntették ki |
| Kún Miklós                                                                | Komárom                | Nagyigmánd         | Függetlenségi és Negyvennyolcas Párt | Micsky Lajos 1888-as halála után választják meg utódjául. |
| Kürthy Sándor (1830–1916)                                                 | Heves                  | Gyöngyöspata       | Függetlenségi és Negyvennyolcas Párt | |
| Latinovits Ernő (1854. március 27. – 1911. február 1.)                    | Bács-Bodrog            | Rigyica            | Szabadelvű Párt                      | |
| Latinovits Gábor                                                          | Baja                   |                    | Szabadelvű Párt                      | római katolikus címzetes püspök |
| Latkóczy Imre (1848. szeptember 4. 1908. október 23.)                     | Nyitra                 | Nyitra             | Szabadelvű Párt                      | 1884-től országgyűlési képviselő, 1895-ben belügyminisztériumi államtitkárrá nevezték ki. 1900-ban a közigazgatási bíróság alelnöke, 1906-ban valóságos belső titkos tanácsos lett. 1908-ban korrupciós botrányba keveredett, amikor kiderült, hogy kenőpénzért cserébe a minisztériumnál közbenjár a patikát alapítani kívánók érdekében. A botrány után felmentették. Nem sokkal ezután egy lassnitzhöhei szanatóriumban a meghurcoltatás következtében öngyilkos lett. |
| Láng Lajos                                                                | Pápa                   |                    | Szabadelvű Párt                      | |
| László Mihály                                                             | Oláhfalu               |                    | Szabadelvű Párt                      | |
| Lázár Árpád (1855–1903. május 17.)                                        | Hunyad                 | Dobra              | Mérsékelt Ellenzék                   | |
| [[Lázár Jenő]] (1845–1900)                                                | Maros-Torda            | Gernyeszeg         | Szabadelvű Párt                      | porcelánfestő, műgyűjtő, fafaragó. Gazdag gyűjteményében kancsók, tajtékpipák, régi bútorok, drága szőnyegek, ezüst serlegek is megtalálhatók voltak. Utolsó szenvedélye az asztalosság volt. |
| Lehóczky Egyed                                                            | Zólyom                 | Breznóbánya        | Szabadelvű Párt                      | 1861-től haláláig képviselője kerületének |
| Lesskó István (1835. december 29. – 1918. december 19.)                   | Sáros                  | Héthárs            | Mérsékelt Ellenzék                   | 1878-92 képviselője kerületének, 1890-től római katolikus kanonok, 1896-től prépost |
| Lévay Antal (1830–1905)                                                   | Nyitra                 | Vágvecse           | Szabadelvű Párt                      | 48-as honvéd, a vágsellyei közalapítványi főtiszt |
| Linder György (1850–?)                                                    | Baranya                | Mohács             | Mérsékelt Ellenzék                   | |
| Liptay Károly (1825. január 1. – 1889. május 4.)                          | Szabolcs               | Nyírbátor          | Függetlenségi és Negyvennyolcas Párt | |
| Lits Gyula (1846–1912. július 25.)                                        | Fehér                  | Vál                |                                      | 1901-től Hont vármegye és Selmec-Bélabánya szabad királyi városok főispánja 1904 decemberig, majd 1906–1910 között. 1892-ben a z országház jegyzője. Az 1860-as és 70-es években a Vadász- és Versenylapban, a Magyarországban, később a Budapesti Hirlapban jelentek meg cikkei. |
| Lónyay Sándor (1857. szeptember 12. – 1911. augusztus 18.)                | Bereg                  | Kászony            | Szabadelvű Párt                      | császári és királyi kamarás, főrendházi tag, Bereg és Ugocsa vármegyék főispánja |
| Lőrinczy György (1849-?)                                                  | Szilágy                | Zilah              | Szabadelvű Párt                      | |
| Lukács Béla                                                               | Marosvásárhely         | I. kerület         |                                      | |
| Lukács Gyula                                                              | Fehér                  | Rácalmás           | Függetlenségi és Negyvennyolcas Párt | Újságíró, az Egyetértés cikkírója, 1879-től a nagyváradi Szabadság munkatársa, a Nép zászlója című politikai hetilap tulajdonosa |
| Luppa Péter (1838–1904)                                                   | Pes-Pilis-Solt-Kiskun  | Szentendre         | Pártonkívüli                         | mérnök |
| Madarász Imre (1846. június 16. – 1918. november 7.)                      | Jász-Nagykun-szolnok   | Karcag             | Függetlenségi és Negyvennyolcas Párt | Karcagi református lelkész, pótválasztás során került be 1887-ben a parlamentbe. |
| Madarász Jenő (1845-?)                                                    | Komárom                | Ócsa               | Függetlenségi és Negyvennyolcas Párt | Először 1869-ben választották meg a Fehér vármegyei csákvári kerületben, 1875–1884 a szigetvári, majd 1887-től az ócsai kerületet képviselte 1892-ig. |
| Madarász József                                                           | Fehér                  | Sárkeresztúr       | Függetlenségi és Negyvennyolcas Párt | |
| Majthényi Ádám (1845–1909)                                                | Borsod                 | Mezőkeresztes      | Függetlenségi és Negyvennyolcas Párt | |
| Majthényi István (1849–?)                                                 | Pes-Pilis-Solt-Kiskun  | Vác                | Függetlenségi és Negyvennyolcas Párt | 1887-97-ig kerületének képviselője |
| Markovics Kálmán (1848–1899)                                              | Bihar                  | Tenke              | Szabadelvű Párt                      | 1887–96 között kerületének képviselője |
| Matkovich Tivadar (1853–1917. június 19.)                                 | Veszprém               | Enying             | Függetlenségi és Negyvennyolcas Párt | 1884-től 1896-ig képviselője kerületének, több lalap szerkesztője (Veszprémi Hírlap, Veszprémvármegyei Lapok, Iparosok Lapja) |
| Matlekovits Sándor                                                        | Budapest               | VII. kerület       |                                      | |
| Matuska Péter                                                             | Liptó                  | Liptószentmiklós   |                                      | |
| Maurer Mihály (1847–1921. július 27.)                                     | Brassó                 | Hermány            | Szabadelvű Párt                      | 1881-ben királyi kamarás lett, 1890 májusában kinevezték Brassó vármegye főispánjának (1900-ig töltötte be a tisztséget), ezért lemondott mandátumáról |
| Melczer Géza (1860. április 29. – 1913. november 11.)                     | Borsod                 | Csát               | Mérsékelt Ellenzék                   | kamarás, mérnök, aki az arlbergi vasút építésénél és a Tisza szabályozásánál szerzett érdemeket |
| Meltzl Oszkár (1843. november 18. – 1905. december 11.)                   | Nagyszeben             | I. kerület         |                                      | 1875-től nagyszebeni német jogakadémia nemzetgazdaság és pénzügytan tanára, 1896-ig képviselő. Erdély történelméről tanulmányokat jelentetett meg. A nagyszebeni földhitelintézet igazgarója |
| Meszleny Lajos (1852. augusztus 12. – 1901. augusztus 21.)                | Fehér                  | Bodajk             | Függetlenségi és Negyvennyolcas Párt | 1881-ben a bodajki kerület, 1892-ben a csákvári választotta képviselőjének, melyet haláláig képviselt. Nagynénje, Meszlény Terézia, Kossuth Lajos felesége volt. |
| Mihályi Péter (1838–1914. november 19.)                                   | Máramaros              | Sugatag            | Mérsékelt Ellenzék                   | 1865–1868-ban a suhatagi, 1869–1881 között a felsővissói, 1884-től a felsővissói majd 1887-től a suhatagi kerület képviselője. Előbb Deák-őpárti, majd Szabadelvű-párti, melyből 1879-ben kilépett és a Mérsékelt Ellenzékhez csatlakozott. 1899-ben újra a Szabadelvű párt tagja. 1906-tól pártonkívüli, 1910-től Munkapárti. A máramarosi román népnevelő egyesület elnöke. 1867 és 1785 között az országház jegyzője. Testvére Mihályi Viktor, gyulafehérvári és fogarasi görögkatolikus érsek és metropolita volt. |
| Mikecz János (1850. június 21. – 1901. december 4.)                       | Szabolcs               | Nyírbogdány        | Szabadelvű Párt                      | 1891-ben kinevezik Szabolcs vármegye főjegyzőjének ekkor lemond mandátumáról. 1895. október 8-án Szabolcs vármegye alispánja lett |
| ifj. Miklós Gyula                                                         | Borsod                 | Edelény            | Szabadelvű Párt                      | |
| Mikó Árpád (1861–1918. január 24.)                                        | Csík                   | Gyergyószentmiklós | Szabadelvű Párt                      | 1894. augusztus 14-től Udvarhely vármegye, 1896. április 16-tól pedig Maros-Torda vármegye és Marosvásárhely főispánja |
| Miksa Elek (1816–1903)                                                    | Torda-Aranyos          | Marosludas         | Szabadelvű Párt                      | 1861-ben, 1867-ben és 1871–1878 között Torda-Aranyos vármegye alispánja. 1878–1884 között kerületének képviselője első ízben. |
| Mikszáth Kálmán                                                           | Háromszék              | Illyefalva         | Szabadelvű Párt                      | |
| Mocsáry Lajos                                                             | Krassó-Szörény         | Karánsebes         |                                      | korábban kiskunhalas Függetlenségi és Negyvennyolcas Párt párti képviselője, utána román nemzetiségi |
| Mohay Sándor (1851. június 3. – 1905. január 19.)                         | Gyulaferhérvár         |                    | Szabadelvű Párt                      | ügyvéd, Gyulafehérváron a püspökség és káptalan jogügyi tanácsosa volt. Lukács Béla az államvasutak elnökké történő megválasztása után, 1886-ben nyerte el a mandátumát. 1902-től az igazságügyminisztérium államtitkára. Utolsó napjait agyvérzéstől megbénultan töltötte. |
| Molnár Antal                                                              | Szamosújvár            |                    | Szabadelvű Párt                      | |
| Molnár József (1849–1904)                                                 | Csík                   | Csíkszereda        | Szabadelvű Párt                      | Csíki Lapok felelős szerkesztője |
| Molnár Viktor                                                             | Zemplén                | Sátoraljaújhely    | Szabadelvű Párt                      | Temes vármegye, és Temesvár szaad királyi város főispánja 1889–1906 között |
| Móricz Pál, técsői (1826. február 15. – 1903. május 27.)                  | Újvidék                |                    | Szabadelvű Párt                      | 1860-ban sárréti szolgabíró, 1867-ben pedig Biharmegyének főjegyzője. Először 1869-tól két országgyűlésben képviselte a bárándi kerületet, később 1884-ig Szarvas képviselője volt. Az 1884-es választásokon alul maradt és csak Bende Imre besztercebányai püspökké történő kinevezése után kapta meg Újvidék mandátumát. a politikai élettől való visszavonulása után üzleti vállalkozásokba kezdett (vasút, petroleumkútak, fűrészgyár), de mind csődbe mentek, vagyonát elvesztette. |
| Mudrony Soma                                                              | Pozsony                | Galánta            | Függetlenségi és Negyvennyolcas Párt | |
| Münnich Aurél                                                             | Szepes                 | Igló               | Szabadelvű Párt                      | |
| Nagy Ferenc (1827–?)                                                      | Baranya                | Szalánta           | Függetlenségi és Negyvennyolcas Párt | 1872-től képviseli kerületét |
| Nagy István                                                               | Sopron                 | Lövő               | Mérsékelt Ellenzék                   | Először pártonkívüli, 1878-tól képviselő |
| Nákó Kálmán                                                               | Torontál               | Nagyszentmiklós    | Szabadelvű Párt                      | |
| Neiszidler Károly (1832–?)                                                | Pozsony                | II. kerület        | Szabadelvű Párt                      | Pozsonyi kereskedő, alakját Fadrusz János mellszoborban formálta meg. |
| Neményi Ambrus                                                            | Szilágy                | Szilágycseh        | Szabadelvű Párt                      | |
| Neppel Ferenc (1835–1922)                                                 | Pes-Pilis-Solt-Kiskun  | Nagyabony          | Szabadelvű Párt                      | |
| Neumann Ármin (1845. február 14. – 1909. január 31.)                      | Háromszék              | Bereck             | Szabadelvű Párt                      | egyetemi tanár, udvari tanácsos |
| Nikolics Fedor (1836. június 7. – 1903. február 27.)                      | Nagykikinda            |                    | Szabadelvű Párt                      | Obrenovics Milos szerb fejedelem unokája. 1861-ben a torontál megyei Pardány képviselője, 1865-ös országgyűlésen a zsombolyai kerületet képviselte. Bosznia és Hercegovina katonai kormányának polgári adlátusa. 1884-ben a Vaskorona-rend első osztályát, valóságos belső titkos tanácsosi címet és főrendiházi tagságot kapott. A Srpski dnevnik napilap alapítója. Szarajevó díszpolgára. |
| Nopcsa Elek (1848–1918)                                                   | Hunyad                 | Hátszeg            | Szabadelvű Párt                      | a főrendiház tagja, kamarás, az Operaház intendánsa 1894–1897 között |
| Novák József (1850–1913)                                                  | Csongrád               | Tápé               | Szabadelvű Párt                      | |
| Nyáry Béla                                                                | Hont                   | Korpona            | Szabadelvű Párt                      | |
| Olay Lajos (1844–1910)                                                    | Bács-Bodrog            | Bácsalmás          | Függetlenségi és Negyvennyolcas Párt | karcagi királyi közjegyző |
| Orbán Balázs                                                              | Bihar                  | Berettyóújfalu     | Függetlenségi és Negyvennyolcas Párt | |
| ifj. Ordódy Pál (1852. január 8. – 1903. április 2.)                      | Komárom                | Udvard             | Szabadelvű Párt                      | Ordódy Pál miniszter fia. 1902. április 2-án a Magyar Aero Club Turul nevű meteorológiai léghajóján utazott, amikor a felszállás után erős szélroham kerekedett és a léghajót magával ragadta. Ordódy kiesett kosárból és olyan súlyos fejsérülést szenvedett, amibe másnap hajnalban belehalt. Lánya, Lili Csáky Albin Károly fiának volt a felesége. |
| Országh Sándor (1836. május 8. – 1902. november 14.)                      | Budapest               | III. kerület       | Szabadelvű Párt                      | A Ganz gépgyár igazgatója, miniszteri tanácsos |
| Ónody Géza                                                                | Hajdú                  | Hajdúnánás         | Országos Antiszemita Párt            | |
| Pap Elek (1837–1913)                                                      | Hajdú                  | Nádudvard          | Függetlenségi és Negyvennyolcas Párt | 1872–1882 között Karcag polgármestere |
| Pap Samu (1849–?)                                                         | Torda-Aranyos          | Torda              | Szabadelvű Párt                      | Budapesti és alsótátrafüredi orvos |
| Papanek Lajos (1856-?)                                                    | Nyitra                 | Szakolca           | Szabadelvű Párt                      | |
| Pappszász Károly (1842–1899)                                              | Abaúj-Torna            | Szin               | Függetlenségi és Negyvennyolcas Párt | |
| Pázmándy Dénes (1848–1936)                                                | Zemplén                | Olaszliszka        | Függetlenségi és Negyvennyolcas Párt | |
| Perczel Dezső                                                             | Tolna                  | Bonyhád            | Szabadelvű Párt                      | |
| Perczel Miklós                                                            | Pécs                   |                    | Pártonkívüli                         | |
| Perényi Péter (1839. november 20. – 1896. április 16.)                    | Szatmár                | Mátészalka         |                                      | 1883-ban a mátészalkai mandátuma megüresedése után került be a parlamentbe, hol haláláig képviselte kerületét. |
| Perlaky Elek                                                              | Szatmár                | Krassó             | Szabadelvű Párt                      | |
| Petrich Ferenc (1826. április 26. – 1908. szeptember 26.)                 | Tolna                  | Kölesd             | Függetlenségi és Negyvennyolcas Párt | A szabadságharc idején honvéd, majd főhadnagyi rangig jut.Veszélyben a haza! |
| Péchy Tamás                                                               | Abaúj-Torna            | Szikszó            | Szabadelvű Párt                      | |
| Piukovics József (1859-?)                                                 | Bács-Bodrog            | Kernyaja           | Szabadelvű Párt                      | |
| Podmaniczky Frigyes                                                       | Bács-Bodrog            | Magyarkanizsa      | Szabadelvű Párt                      | |
| Pogány Károly (1848. február 18. – 1925. június 28.)                      | Hunyad                 | Vajdahunyad        | Szabadelvű Párt                      | Krassó-Szörény vármegye főispánja 1898-tól 1907-es nyugdíjazásáig. 2006 októberében a Lugosi Református Egyházközség egykori főgodnokának mellszobrot állíttatott. |
| Polónyi Géza                                                              | Hajdú                  | Hajdúszoboszló     | Függetlenségi és Negyvennyolcas Párt | |
| Pongrácz Károly (1832. március 3. – 1897. február 15.)                    | Nyitra                 | Verbó              | Pártonkívüli                         | Részt vett a Szárd–francia–osztrák háborúban és a Porosz–francia háborúban. 1868-ban a hadtudományok tanára lett Pesten. 1870-ben lépett a Magyar Honvédség kötelékébe őrnagyi ranggal és a 46. honvédzászlóalj parancsnoka lett. 1888-ban tábornoki ranggal nyugdíjazták. 1885–1896 között a verbói kerületet képviselte, a következő választás alkalmával néppárti programmal akart a vágújhelyi kerületben mandátumot szerezni, de alul maradt. A véderővita során a törvény elfogadás mellett szavazott. A főrendiház örökös tagja. |
| Popovics Vazul (1830 körül – 1900. augusztus 31.)                         | Bács-Bodrog            | Óbecse             | Szabadelvű Párt                      | királyi ügyész, ki 1878-tól 1896-ig állandó tagja volt a parlamentnek. A szabadságharcban mint honvédhadnagy vett részt. |
| Potoczky Dezső (1864–1910)                                                | Zemplén                | Megyaszó           | Mérsékelt Ellenzék                   | 1875–1892 között, majd 1906-tól képviselő. |
| Probstner Arthur (1829–1894)                                              | Szepes                 | Gölnicbánya        | Szabadelvű Párt                      | 1878-tól képviselő, a lubló fürdő tulajdonosa, a szepesi hitelbank vezetője. |
| Prónay Dezső                                                              | Békéscsaba             |                    | Függetlenségi és Negyvennyolcas Párt | |
| Pulszky Ágost                                                             | Bács-Bodrog            | Verbász            | Szabadelvű Párt                      | |
| Pulszky Károly                                                            | Somogy                 | Tab                | Szabadelvű Párt                      | |
| Radocza János (1835. augusztus 18. – 1926. december 27.)                  | Zala                   | Zalaegerszeg       | Szabadelvű Párt                      | királyi tanácsos, a Vaskorona-rend III. osztályának birtokosa. 1872-ben került a parlamentbe Jókai Mórt legyőzve, Terézvárosi képviselőként. |
| Rakovszky Géza (1845. április 29. – 1911. február 14.)                    | Trencsén               | Trencsén           | Szabadelvű Párt                      | amatőr fényképész |
| Rakovszky István                                                          | Túróc                  | Szucsán            | Szabadelvű Párt                      | az Állami Számvevőszék elnöke |
| Rácz Atanáz (1821–1891. október 23.)                                      | Temes                  | Kisbecskerek       | Szabadelvű Párt                      | 1865-ig Krassó Szörény vármegye alispánja. 1878-ban a moravicai kerület képviselője. 1880-1884 Temes vármegye alispánja. Királyi tanácsos (1872), a Vaskorona-rend III. osztályának tulajdonosa. |
| Reviczky Károly (1853. január 1. – 1914. október 20.)                     | Esztergom              | Dorog              | Függetlenségi és Negyvennyolcas Párt | |
| Rezei Sylvius (1855. december 12. – 1909. április 20.)                    | Bihar                  | Cséke              | Szabadelvű Párt                      | görögkatolikus lelkész, szentszéki ülnök, a gyulai tankerület felügyelője |
| Rohonczy Gedeon (1852. január 15. – 1929. október 14.)                    | Torontál               | Törökbecse         | Szabadelvű Párt                      | 1878-tól képviseli kerületét. |
| Rohonyi Gyula (1852. július 28. – 1920. november 29.)                     | Bács-Bodrog            | Kulpin             | Szabadelvű Párt                      | 1887-1910 között képviselő, 1910-ben igazságügyi államtitkár, 1912-től Bosznia és Hercegovina tartományfőnöki helyettese, 1915-ben nyugdíjazták. |
| Roszner Ervin                                                             | Nógrád                 | Szécsény           | Szabadelvű Párt                      | |
| Roszival István (1844. augusztus 4. – 1916. szeptember 1.)                | Pozsony                | Stomfa-Malacka     |                                      | 1881-92 között a stomfpluszai, 1898-ben a várnai kerület képviselője. 1889-től esztergomi kanonok. |
| Rónay János (1837. február 14. – 1905. április 1.)                        | Torontál               | Törökkanizsa       | Szabadelvű Párt                      | 1871 és 1904 között kevés megszakítással képviselő, aki a lovrini kerület mandátumáért 1905 januárjában még versenybe szállt, de alul maradt. |
| Schober Ernő (1849–1919)                                                  | Nyitra                 | Galgóc             | Szabadelvű Párt                      | a Lipótvár fegyintézet igazgatója, a Ferencz József-rend lovagja |
| Schuster József (1849–1914. december 12.)                                 | Nagyküküllő            | Medgyes            | szász-néppárt                        | medgyesi főgimnáziumi tanár, az 1892-es választásokon Szabadelvű párti programmal lett képviselő |
| Schwarz Gyula                                                             | Moson                  | Zurány             | Szabadelvű Párt                      | |
| Schwicker János Henrik                                                    | Nagyküküllő            | Segesvár           | Szabadelvű Párt                      | |
| Sennyei István (1857–1913)                                                | Zemplén                | Királyhelmec       | Mérsékelt Ellenzék                   | |
| Sigmond Dezső (18?4-1906)                                                 | Kolozsvár              | II. kerület        | Szabadelvű Párt                      | közgazdász és nagyipari vállalkozó |
| Simonfay János (1833-?)                                                   | Baranya                | Pécsvárad          | Függetlenségi és Negyvennyolcas Párt | újságíró, a Pécsi Figyelő szerkesztője |
| Simó Lajos (1834–1909)                                                    | Szolnok-Doboka         | Nagyilonda         | Szabadelvű Párt                      | az erdélyi református egyházkerület és dési református egyházmegye főgondnoka, a Vaskorona-rend lovagja Jelentős szerepet vállalt a Szolnok-Doboka vármegye vasúti fejlesztésében, valamint színház létrehozásában. 1875-1881, 1892-től között magyarláposi kerület, 1884-1892 és 1896-1906 ilondai képviselője. |
| Smialovszky Valér (1854. március 28. – 1917. március 6.)                  | Trencsén               | Zsolna             | Szabadelvű Párt                      | Trencsén megye főispánja |
| Somossy Béla                                                              | Hajdúböszörmény        |                    | Függetlenségi és Negyvennyolcas Párt | |
| Sponer Andor (1843–1917)                                                  | Szepes                 | Szepesszombat      | Szabadelvű Párt                      | Szepes vármegye árvaszéki elnöke, műfordító (Goethe, Byron, Hugo), magyar műveket is fordított németre (Petőfi, Arany, Mikszáth). |
| Spinczer János                                                            | Pozsony                | Nagyszombat        | Szabadelvű Párt                      | |
| Steinacker Ödön                                                           | Szeben                 | Nagydisznód        | Szabadelvű Párt                      | |
| Svastics Gyula (1837–1891)                                                | Somogy                 | Marcal             | Mérsékelt Ellenzék                   | |
| Szabó László (1844–1900)                                                  | Zenta                  |                    | Függetlenségi és Negyvennyolcas Párt | 1897-ig négy cikluson keresztül volt képviselő |
| Szadovszky József (1846–?)                                                | Szilágy                | Tasnád             | Függetlenségi és Negyvennyolcas Párt | |
| Szakáll Ferenc (1820–1902)                                                | Nógrád                 | Fülek              | Szabadelvű Párt                      | |
| Szalay Imre                                                               | Somogy                 | Lengyeltóti        | Függetlenségi és Negyvennyolcas Párt | |
| Szalay Károly                                                             | Somogy                 | Csurgó             | Függetlenségi és Negyvennyolcas Párt | |
| Szalay Ödön (1840–1910)                                                   | Pozsony                | Bazin              | Szabadelvű Párt                      | 1873-tól a vágvölgyi vasút igazgatója, míg az állami kézbe nem került. |
| Szapáry Gyula                                                             | Jász-Nagykun-szolnok   | Törökszentmiklós   |                                      | |
| Szathmáry György                                                          | Hunyad                 | Déva               | Szabadelvű Párt                      | |
| Szájbely Gyula (1846–1932)                                                | Vas                    | Felsőőr            | Szabadelvű Párt                      | Szombathely-Kőszeg, és a Szombathely-Pinkafői HÉV létrejöttében jelentős szerepet képviselt. |
| Szecsődy Kálmán (1859–1907 után)                                          | Vas                    | Körmend            | Függetlenségi és Negyvennyolcas Párt | |
| Szederkényi Nándor (1838–1916)                                            | Eger                   |                    | Függetlenségi és Negyvennyolcas Párt | 1907-től Heves vármegyei főispán |
| Szegedy Béla (1853. április 14. – 1907. július 2.)                        | Vas                    | Németújvár         | Szabadelvű Párt                      | 1881-ben kamarás kitüntetést nyert |
| Szende Béla (1854–1909)                                                   | Krassó-Szörény         | Lugos              | Szabadelvű Párt                      | árvaszéki elnök |
| Szendrey Gerzson (1849. március 21. – 1909. március 1.)                   | Baranya                | Dárda              | Országos Antiszemita Párt            | Már 1884-ben is antiszemita programmal indult a gyomai kerületben de alulmaradt. |
| Szeniczey Ödön (1838–?)                                                   | Tolna                  | Paks               | Szabadelvű Párt                      | |
| Szentiványi Árpád (1840. március 21. – 1918. október 25.)                 | Gömör-Kishont          | Kövi               | Mérsékelt Ellenzék                   | 1872-tól haláláig állandó tagja a parlamentnek, a kövi kerület képviselőjeként. A Tiszai egyházkerület felügyelője. Később a Függetlenségi Pártba lépett, melynek 1917-ben elnöke lett. 1918-ban valóságos belső titkos tanácsosi címet kapott. |
| Szentiványi Kálmán (1839. január 10. – 1916. január 8.)                   | Maros-Torda            | Nyárádszereda      | Mérsékelt Ellenzék                   | Marod-Torda vármegye alispánja 1878-tól, 1881-től képviselő. |
| Szentkereszty Béla (1851. február 24. – 1925. augusztus 14.)              | Háromszék              | Kovászna           | Szabadelvű Párt                      | Háromszék vármegye főispánja. |
| Szentkirályi Albert                                                       | Jász-Nagykun-szolnok   | Mezőtúr            | Függetlenségi és Negyvennyolcas Párt | |
| Szent-Királlyi Árpád                                                      | Udvarhely              | Székelykeresztúr   | Szabadelvű Párt                      | |
| Szerb György (1850–1914)                                                  | Krassó-Szörény         | Nagyzorlenc        | Szabadelvű Párt                      | |
| Széchényi Aladár (1862. február 15. – 1936. május 11.)                    | Somogy                 | Nagyatád           | Szabadelvű Párt                      | Széchényi Pál miniszter fia, Andrássy Manó veje. 1916–1918 között Somogy vármegye főispánja. |
| Széchényi Pál                                                             | Somogy                 | Kaposvár           | Szabadelvű Párt                      | |
| Széchényi Tivadar (1837. március 12. – 1912. június 17.)                  | Vas                    | Muraszombat        | Szabadelvű Párt                      | |
| Széll Ákos                                                                | Csanád                 | Nagylak            | Szabadelvű Párt                      | |
| Széll Kálmán                                                              | Vas                    | Kőszeg             | Pártonkívüli                         | |
| Szilágyi Dezső                                                            | Pozsony                | I. kerület         |                                      | |
| Szilágyi István (1835–1894)                                               | Máramaros              | Ökörmező           | Szabadelvű Párt                      | 1867-től haláláig az ökörmezei kerület képviselője, királyi tanácsos. Az 1868. évi népiskolai törvény életbeléptével tanfelügyelőnek nevezték ki, mely állásáról az 1875. évi Összeférhetetlenségi törvény szentesítése után lemondott. |
| Szirmay Pál (1824–1905)                                                   | Zemplén                | Homonna            | Szabadelvű Párt                      | |
| Szitányi Bernát (1816–1889)                                               | Trencsén               | Vágbeszterce       | Szabadelvű Párt                      | 1849-ben Hont vármegye alispánja, 1861-től haláláig kerületének képviselője. |
| Szivák Imre (1849–1912)                                                   | Csongrád               |                    | Szabadelvű Párt                      | politikus, író, műgyűjtő, 1902 – 1912 között a Budapesti Ügyvédi Kamara elnöke |
| Szlávy Olivér (1851. április 22. – 1890. április 1.)                      | Bihar                  | Élesd              | Szabadelvű Párt                      | 1875-től haláláig képviselő, Szlávy József unokaöccse |
| Szomjas József (1831. március 9. – 1895. június 6.)                       | Szabolcs               | Tiszalök           | Szabadelvű Párt                      | A szabadságharc idején huszárszázados, az 1849. augusztus 3-i újszegedi ütközetben megsebesül |
| Sztojacskovics Sándor (1823–1893)                                         | Temes                  | Fehértemplom       | Szabadelvű Párt                      | Versec ideiglenes polgármestere, belügyminisztériumi osztálytanácsos Nikloics Fedor mellett a szerbek másik vezéralakja, az A Srpski dnevnik napilap társalapítója. |
| Szulyovszky Ignác (1835. október 22. – 1893. április 5.)                  | Nyitra                 | Nagytapolcsány     | Szabadelvű Párt                      | színműíró, jelentősebb műve a Női diplomacia, melyet a Nemzeti Színház is műsorra tűzött 1885-ben |
| Szunyogh Szabolcs (1849–1914)                                             | Bihar                  | Hosszúpályi        | Szabadelvű Párt                      | később a Bihari Munkapárt elnöke lett. |
| Tarnóczy Gusztáv                                                          | Nyitra                 | Szenic             | Pártonkívüli                         | |
| Teleki Domokos id. (1825. június 10. – 1897. március 21.)                 | Maros-Torda            | Szászrégen         | Szabadelvű Párt                      | |
| Teleki Domokos ifj.                                                       | Szolnok-Doboka         | Dés                | Szabadelvű Párt                      | |
| Teleki Géza                                                               | Szatmár                | Somkút             | Szabadelvű Párt                      | |
| Teleki József                                                             | Pest-Pilis-Solt-Kiskun | Fülöpszállás       | Szabadelvű Párt                      | |
| Teleszky István                                                           | Ugocsa                 | Halmi              |                                      | |
| Thaly Kálmán                                                              | Debrecen               | I. kerület         | Függetlenségi és Negyvennyolcas Párt | |
| Thurn-Taxis Egon (1832–1903)                                              | Torontál               | Szentgyörgy        | Szabadelvű Párt                      | Nagyküküllő vármegye főispánja |
| Tibád Antal (1843-1902)                                                   | Udvarhely              | Székelyudvarhely   |                                      | belügyminisztériumi államtitkár, alispán |
| Tisza István                                                              | Vízakna                |                    | Szabadelvű Párt                      | |
| Tisza Kálmán                                                              | Nagyvárad              |                    | Szabadelvű Párt                      | |
| Tisza Lajos                                                               | Szeged                 | I. kerület         |                                      | |
| Tisza László (1829–1902)                                                  | Krassó-Szörény         | Bogsán             | Szabadelvű Párt                      | |
| Tolnay Gábor (1822. szeptember 29. – 1895. május 25.                      | Maros-Torda            | Ákosfalva          | Mérsékelt Ellenzék                   | honvéd alezredes, pártjának alelnöke |
| Tolnay Lajos                                                              | Budapest               | IX. kerület        | Szabadelvű Párt                      | |
| Tomcsányi László (1844. június 1. – 1903. március 7.)                     | Ung                    | Szobránc           | Mérsékelt Ellenzék                   | 1875–1901 között képviselő pártja színeiben, a Pallas-nyomda elnöke |
| Torma Miklós (1856–1929)                                                  | Szék                   |                    | Szabadelvű Párt                      | |
| Tóth Antal (1828–1905. június)                                            | Sopron                 | Csorna             | Függetlenségi és Negyvennyolcas Párt | kerületének 1881-1892 között képviselője, a Siketnémák Sopron vármegyei és Sopron városi Államilag Segélyezett Intézete megalapítója 1903-ban, mely ma a Tóth Antal Nevelési, Oktatási és Módszertani Központ nevet viseli. |
| Tóth Ernő (1853. december 13. – 1936. február 22.)                        | Jász-Nagykun-szolnok   | Kunszentmárton     | Függetlenségi és Negyvennyolcas Párt | |
| Török Zoltán (1852–1919. október 2.)                                      | Nógrád                 | Losonc             | Szabadelvű Párt                      | Nógrád vármegye főispáni tisztéről 1905-ben mondott le |
| Törs Kálmán                                                               | Szentes                |                    | Függetlenségi és Negyvennyolcas Párt | |
| Tulok Benő (1851–1910. április 17.)                                       | Vas                    | Sárvár             | Függetlenségi és Negyvennyolcas Párt | Barthodeiszky Imre halála után került az országházba |
| Udvary Ferenc (1840–?)                                                    | Vas                    | Körmend            | Függetlenségi és Negyvennyolcas Párt | Az első Vas-Zala vármegyei takarékpénztár alapítója és igazgatója. |
| Ugron Ákos (1849. június 1. – 1926. január 26.)                           | Vas                    | Kiscell            | Függetlenségi és Negyvennyolcas Párt | Ugron Gábor öccse, Udvarhely vármegye főispánja |
| Ugron Gábor                                                               | Kecskemét              | I. kerület         |                                      | |
| Ullmann Sándor (1850–1897)                                                | Fogaras                | Alsóárpás          | Szabadelvű Párt                      | |
| Unger Alajos (1837–1910)                                                  | Zala                   | Keszthely          | Függetlenségi és Negyvennyolcas Párt | 1880-tól képviselő, Csengery Antal halála után választották meg |
| Uray Imre (1850–1918)                                                     | Bereg                  | Tiszahát           | Függetlenségi és Negyvennyolcas Párt | |
| Urányi Imre (1833. november 4. – 1899. október 27.)                       | Máramaros              | Marosziget         | Szabadelvű Párt                      | 1878-tól haláláig kerületének képviselője |
| Urbanovszky Ernő (1826–1907)                                              | Trencsén               | Biccse             | Szabadelvű Párt                      | 1865–1901 között képviselő |
| Vadnay Andor                                                              | Zala                   | Tapolca            | Országos Antiszemita Párt            | |
| Vadnai Károly                                                             | Miskolc                | II. kerület        | Szabadelvű Párt                      | |
| Varasdy Károly (1846. január 1. – 1897. május 22.)                        | Vas                    | Szombathely        | Szabadelvű Párt                      | A szegedi ítéélőtábla bírája, Szombathely polgármestere 1885–1887 között |
| Vargics Imre                                                              | Temes                  | Rittberg           | Szabadelvű Párt                      | |
| Vay Elemér                                                                | Borsod                 | Szirmabesenyő      | Szabadelvű Párt                      | |
| Várady Gábor                                                              | Máramaros              | Tecső              | Szabadelvű Párt                      | |
| Veres József (1851–1913)                                                  | Békés                  | Orosháza           | Országos Antiszemita Párt            | evangélikus főesperes |
| Veszter Imre (1839–1915)                                                  | Moson                  | Magyaróvár         | Mérsékelt Ellenzék                   | zeneszerző |
| Vécsey Endre (1843–?)                                                     | Abaúj-Torna            | Gönc               | Függetlenségi és Negyvennyolcas Párt | főszolgabíró |
| Véghső Gellért (1825–1901. március 19.)                                   | Bihar                  | Belényes           |                                      | honvédfőhadnagy, törvényszéki elnök, a belényesi kaszinó elnöke |
| Vidliczkay József (1819. március 19. – 1890. augusztus 21.)               | Nyíregyháza            |                    | Függetlenségi és Negyvennyolcas Párt | |
| Vietoris Miklós (1850–?)                                                  | Nyitra                 | Vágújhely          | Szabadelvű Párt                      | |
| Visi Imre                                                                 | Budapest               | VIII. kerület      |                                      | |
| Vizsolyi Gusztáv (1822. október 10. – 1889. február 9.)                   | Krassó-Szörény         | Oravica            | Szabadelvű Párt                      | Az országos szabadelvű Párt elnöke |
| Vojnich István                                                            | Bács-Bodrog            | Hódság             | Szabadelvű Párt                      | 1895-től Bács-Bodrog vármegye és Zombor főispánja, 1899-ben bárói címet nyert és a főrendiház tagja lett |
| Wahrmann Mór                                                              | Budapest               | V. kerület         | Szabadelvű Párt                      | |
| Wasmer Adolf                                                              | Csanád                 | Battonya           | Szabadelvű Párt                      | |
| Wekerle Sándor                                                            | Szatmár                | Nagybánya          | Szabadelvű Párt                      | |
| Wenckheim Frigyes                                                         | Arad                   | Kisjenő            | Mérsékelt Ellenzék                   | |
| Wittmann János                                                            | Arad                   | Szentanna          | Mérsékelt Ellenzék                   | |
| Wodianer Béla                                                             | Temes                  | Csákova            | Szabadelvű Párt                      | |
| Zalay István                                                              | Zemplén                | Mád                | Szabadelvű Párt                      | |
| Zay Adolf                                                                 | Brassó                 | I. kerület         | Mérsékelt Ellenzék                   | |
| Zay Albert                                                                | Trencsén               | Bán                | Szabadelvű Párt                      | |
| Zboray Béla                                                               | Esztergom              | Köbölkút           | Függetlenségi és Negyvennyolcas Párt | |
| Zeyk Dániel                                                               | Alsófehér              | Alvinc             | Szabadelvű Párt                      | |
| Zeyk Károly                                                               | Kolozs                 | Kolozs             | Szabadelvű Párt                      | |
| Zichy Jenő                                                                | Árva                   | Bobró              | Szabadelvű Párt                      | |
| Ziskay Antal                                                              | Győr                   | Pér                | Szabadelvű Párt                      | |
| Zsámbokréthy József                                                       | Nyitra                 | Zsámbokrét         | Szabadelvű Párt                      | |
| Zsigmondy Vilmos                                                          | Selmec és Bélabánya    |                    |                                      | |